# Winter X Games XVII
De Winter X Games XVII werden gehouden van 24 tot en met 27 januari 2013 in Aspen, Colorado. Het is de twaalfde opeenvolgende editie die in Aspen wordt gehouden. De onderdelen skicross en snowboardcross ontbraken bij deze editie.

## Medailles

### Mannen
| Onderdeel         | Goud           | Goud                | Zilver         | Zilver              | Brons          | Brons          |
| Freestyleskiën    | Freestyleskiën | Freestyleskiën      | Freestyleskiën | Freestyleskiën      | Freestyleskiën | Freestyleskiën |
| ----------------- | -------------- | ------------------- | -------------- | ------------------- | -------------- | -------------- |
| Big air           | SWE            | Henrik Harlaut      | SUI            | Kai Mahler          | SUI            | Elias Ambühl   |
| Halfpipe          | USA            | David Wise          | USA            | Torin Yater-Wallace | USA            | Simon Dumont   |
| Slopestyle        | USA            | Nick Goepper        | SWE            | Henrik Harlaut      | GBR            | James Woods    |
| Snowboarden       |                |                     |                |                     |                |                |
| Big air           | NOR            | Torstein Horgmo     | CAN            | Mark McMorris       | NOR            | Ståle Sandbech |
| Halfpipe          | USA            | Shaun White         | JPN            | Ayumu Hirano        | FIN            | Markus Malin   |
| Slopestyle        | CAN            | Mark McMorris       | CAN            | Maxence Parrot      | BEL            | Seppe Smits    |
| Street            | CAN            | Louis-Felix Paradis | USA            | Dylan Alito         | USA            | Dylan Thompson |
| Snowmobiles       |                |                     |                |                     |                |                |
| Best trick        | SWE            | Daniel Bodin        | USA            | Joe Parsons         | USA            | Heath Frisby   |
| Freestyle         | USA            | Levi LaVallee       | USA            | Joe Parsons         | USA            | Justin Hoyer   |
| Snocross          | USA            | Tucker Hibbert      | USA            | Ross Martin         | CAN            | Tim Tremblay   |
| Snocross Adaptive | USA            | Mike Schultz        | USA            | Doug Henry          | USA            | Garret Goodwin |
| Speed & Style     | USA            | Levi LaVallee       | USA            | Cory Davis          | USA            | Joe Parsons    |

### Vrouwen
| Onderdeel      | Goud           | Goud                       | Zilver         | Zilver              | Brons          | Brons           |
| Freestyleskiën | Freestyleskiën | Freestyleskiën             | Freestyleskiën | Freestyleskiën      | Freestyleskiën | Freestyleskiën  |
| -------------- | -------------- | -------------------------- | -------------- | ------------------- | -------------- | --------------- |
| Halfpipe       | USA            | Maddie Bowman              | CAN            | Rosalind Groenewoud | CAN            | Megan Gunning   |
| Slopestyle     | NOR            | Tiril Sjåstad Christiansen | CAN            | Kaya Turski         | CAN            | Dara Howell     |
| Snowboarden    |                |                            |                |                     |                |                 |
| Halfpipe       | USA            | Kelly Clark                | USA            | Elena Hight         | USA            | Arielle Gold    |
| Slopestyle     | USA            | Jamie Anderson             | CZE            | Šárka Pančochová    | CAN            | Spencer O'Brien |

### Medaillespiegel
| Plaats | Land                | Goud | Zilver | Brons | Totaal |
| 1      | Verenigde Staten    | 10   | 8      | 7     | 25     |
| 2      | Canada              | 2    | 4      | 4     | 10     |
| 3      | Zweden              | 2    | 1      | 0     | 3      |
| 3      | Noorwegen           | 2    | 0      | 1     | 3      |
| 3      | Zwitserland         | 0    | 1      | 1     | 2      |
| 6      | Tsjechië            | 0    | 1      | 0     | 1      |
| 6      | Japan               | 0    | 1      | 0     | 1      |
| 8      | België              | 0    | 0      | 1     | 1      |
| 8      | Verenigd Koninkrijk | 0    | 0      | 1     | 1      |
| 8      | Finland             | 0    | 0      | 1     | 1      |
| Totaal | Totaal              | 16   | 16     | 16    | 48     |